# مايكل تريشاو
نيلز مايكل اجي تريشاو (بالسويدية: Michael Treschow)‏ رجل أعمال سويدي. ورئيس مجلس إدارة شركة يونيليفر منذ 2007 وحتى 2016، والرئيس السابق لإريكسون. تريشاو يعتبر من أكثر الأشخاص تأثيراً في سوق الأعمال السويدية.

## حياته ومسيرته العملية
ولد مايكل تريشاو في 22 أبريل 1983 في محافظة اسكونه في هلسينغبورغ في السويد. كان والده عقيدًا في الجيش السويدي. تخرج من جامعة لوند في تخصص الهندسة.
بدأ تريشاو مسيرته العملية مع شركة أطلس كوبكو للمعدات الصناعية، والتي أصبح فيما بعد رئيسها التنفيذي، وفي سنة 2002 شغل المنصب عينه لدى شركة إلكترولوكس المتخصصة في تصنيع الأثاث.
في عام 2002 أصبح رئيس مجلس إدارة شركة إريكسون. وفي 2007 رئيسًا لمجلس إدارة يونيليفر.